# Genmaicha
Genmaicha (玄米茶?  "Råriste") är ett japanskt grönt te blandat med rostat råris. Då rostningsprocessen kan få en del riskorn att poppa, inte helt olikt popcorn, händer det att teet kallas popcornte, detta är dock inte särskilt vanligt.
Teet har varit känt som ett "folkets te" på grund av att det traditionellt dracks i fattigare familjer som blandade i riset för att späda ut teet. Genmaicha görs därför oftast på bancha som är en billig tesort. Numera dricks det i alla samhällsklasser. 
Det bryggda teet ger en ljust gul-grön färg. Smaken är rätt mild och kombinerar den friska gräsiga smaken som karaktäriserar japanska teer med smaken av rostat ris (som faktiskt kan liknas lite vid popcorn). Hur länge teet bör dra beror, som med nästan alla teer, lite på hur man vill ha det. Vanligtvis brukar det få dra i cirka 3 minuter, men kortare bryggtider nedåt 1 minut eller kortare finns.

## Variationer
Matcha-iri genmaicha (抹茶入り玄米茶) är en variation på genmaicha där man har, som namnet antyder, tillsatt matcha till genmaicha-teet. Teet blir då lite grönare, både till smak och utseende, än ett vanligt genmaicha.

## Galleri

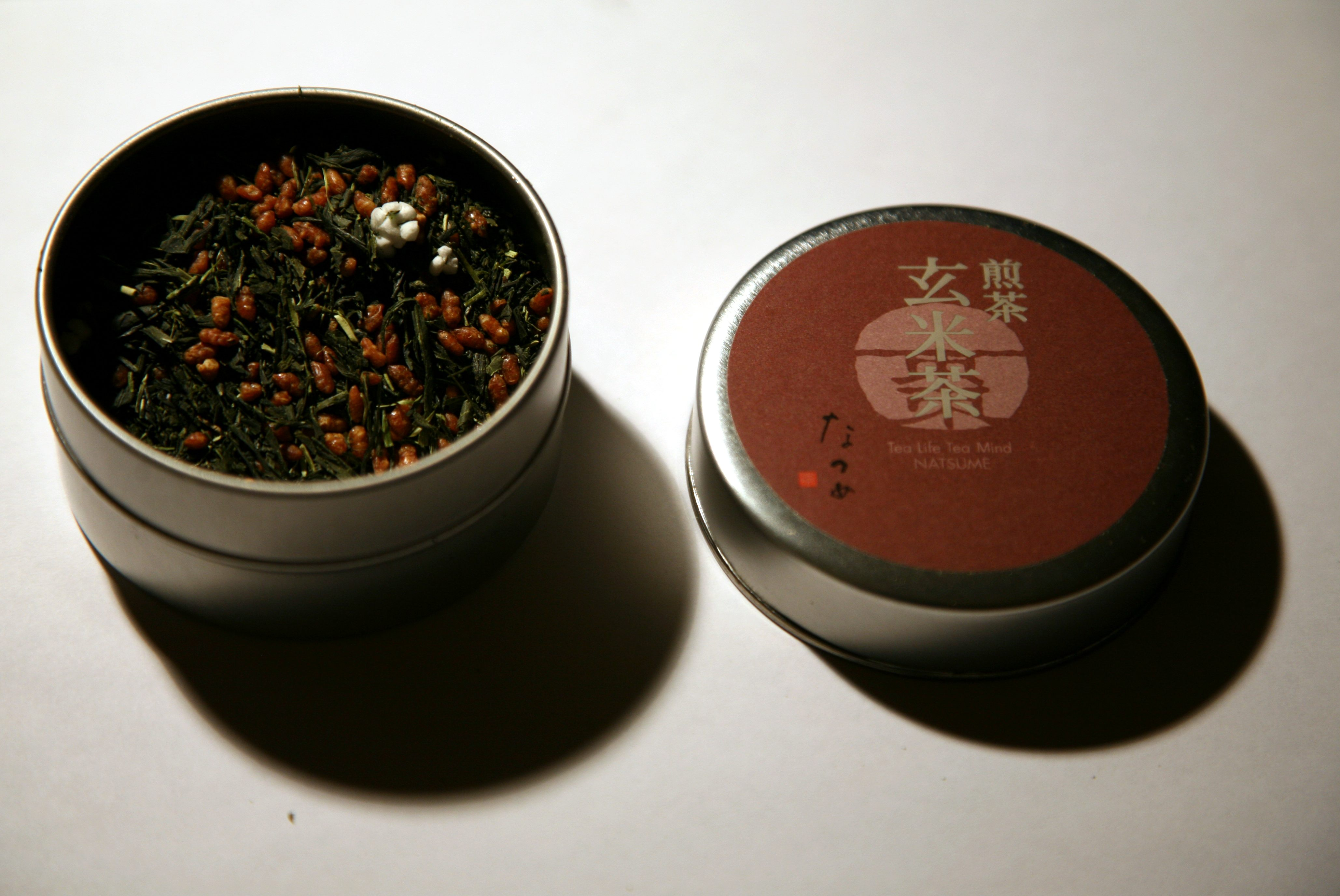
Genmaicha i burk
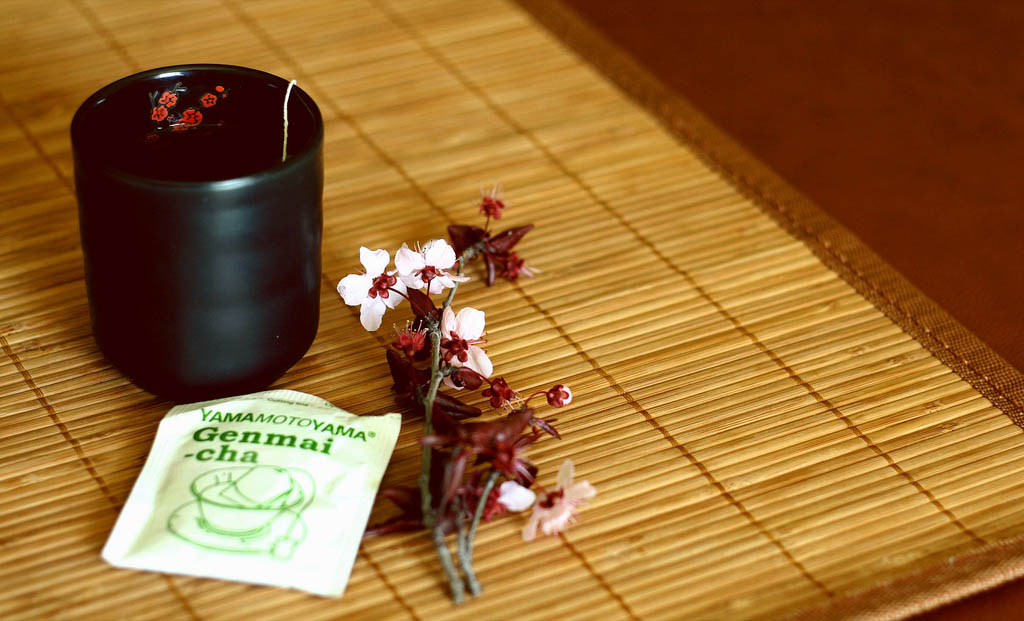
Genmaicha som tepåse
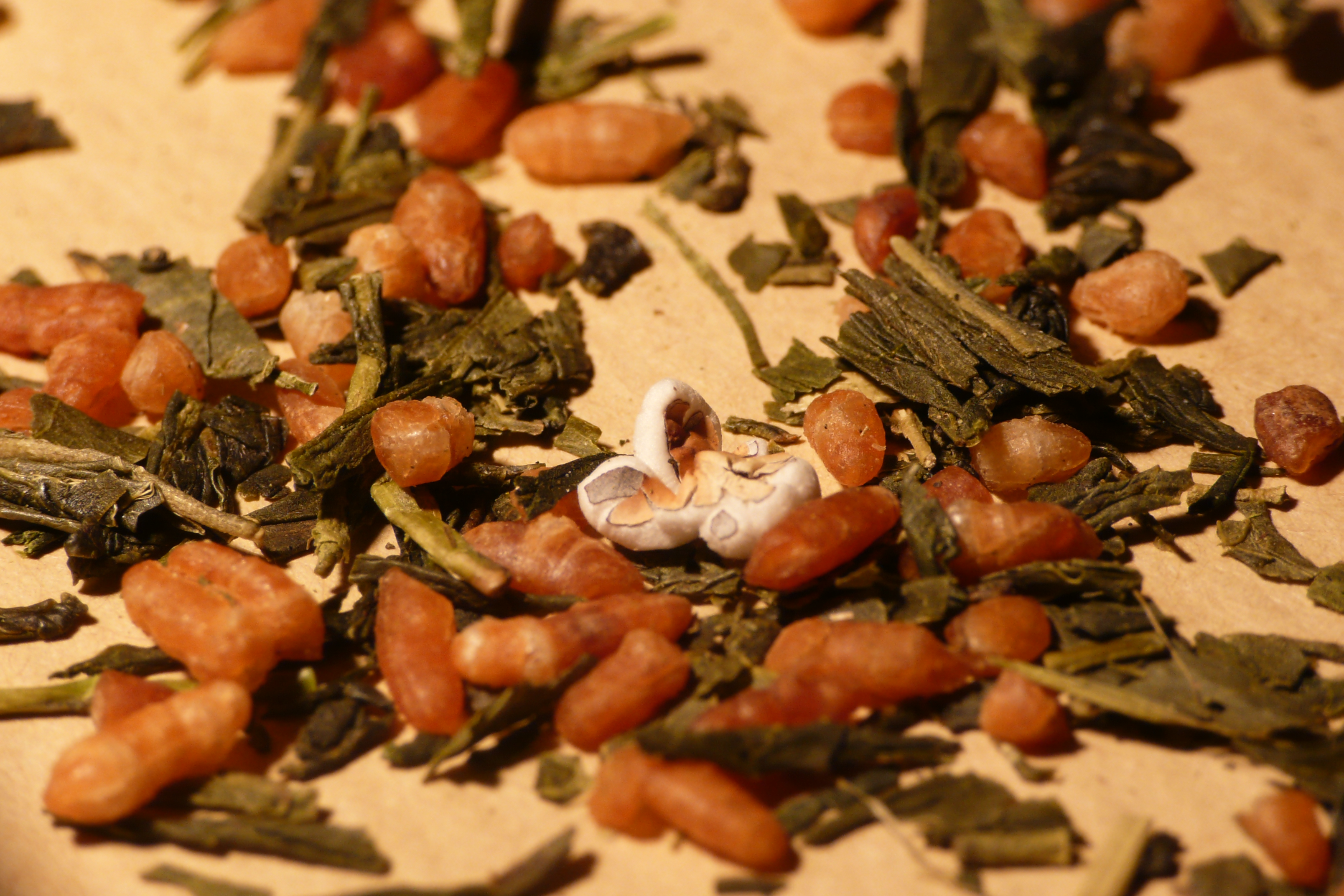
Genmaicha med ett "popcorn" i fokus
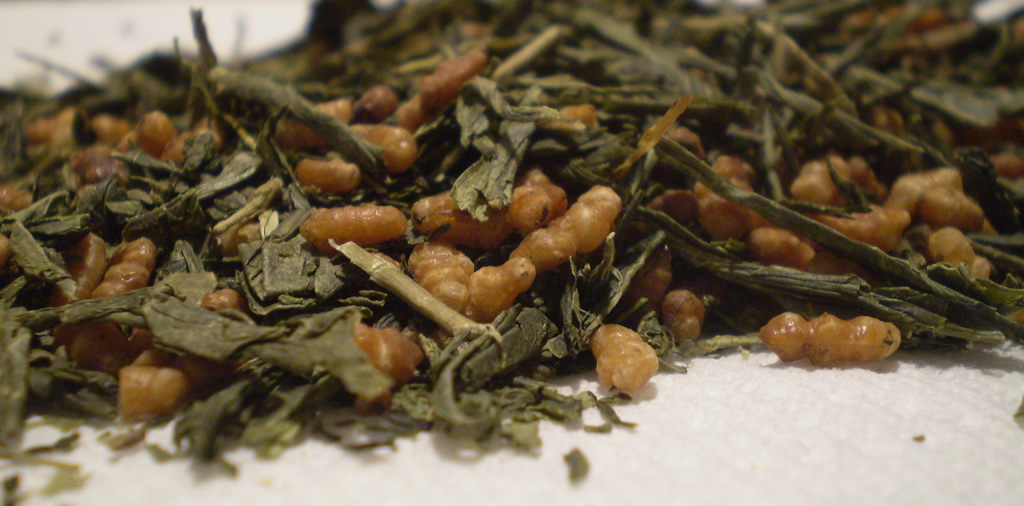
Närbild på en hög med genmaicha
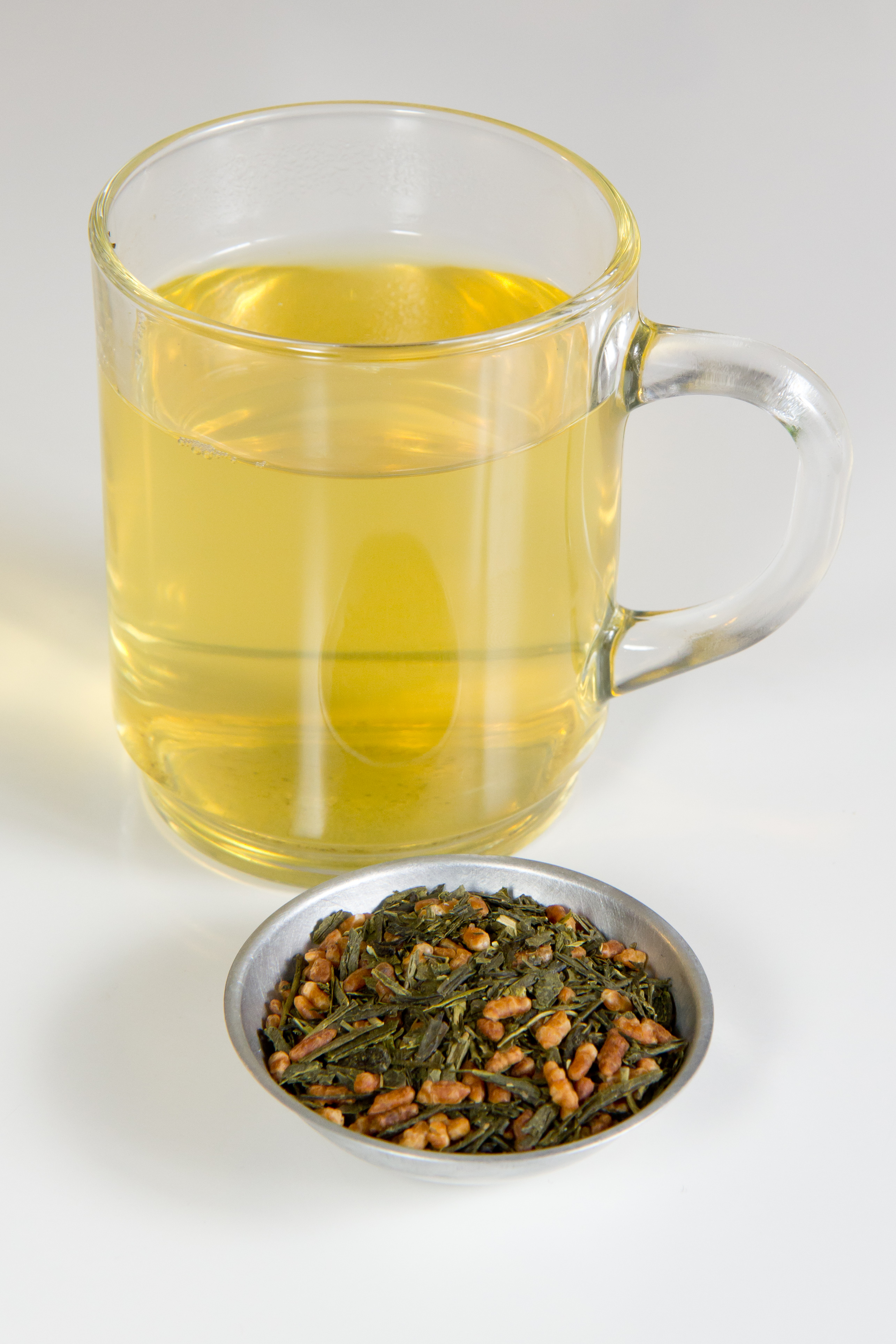
Tillrett te